# Bălănești (Romania)
Bălăneşti è un comune della Romania di 2232 abitanti, ubicato nel distretto di Gorj, nella regione storica dell'Oltenia.
Il comune è formato dall'unione di 7 villaggi: Bălănești, Blidari, Cânepești, Glodeni, Ohaba, Voiteștii din Deal, Voiteștii din Vale.